# Биафада
Биафада — народ группы тенда на юго-востоке Гвинеи-Бисау и на островах Бижагош. Также проживают на северо-востоке Гвинеи. Сохраняют традиционные верования, есть христиане. Язык — биафада, но распространён также «гвинейский креоли» (креольский вариант португальского языка). Населяют районы с жарким и влажным климатом, куда были оттеснены народами мандинго. К группе тенда относятся также басари, бедик, боин, коньяги и др. Общая численность составляет приблизительно 70 тысяч человек. Биафада относят к числу племен атлантической группы, наряду с бага, налу, темне и др. (всего 575 тысяч).

## Язык
Язык биафада относится к языковой группе темне. В этом языке все имена существительные, обозначающие живые существа, имеют в единственном числе префикс и- или а-. В языке биафада исчезновение префиксов вызвало своеобразное явление перебоя согласных. При образовании множественного числа звук слова видоизменяется под влиянием гласного звука ныне уже исчезнувшего префикса. Этим язык биафада отличается остальных языков этой группы.

## Род занятий
По основному роду занятий биафада делятся на две группы: живущие на островах занимаются рыболовством с пирог, а жители континентальной части — подсечно-огневым ручным земледелием (рис, кукуруза, корнеплоды, овощи, фрукты). Существенную роль играет собирательство плодов дикорастущей масличной пальмы и др. Разводят в основном свиней, но есть мелкий и крупный рогатый скот.

## Жилища
Биафада живут в маленьких, плетёных хижинах с крышей, похожей на конус, из травы и листьев. В полигинных семьях каждая жена занимает отдельное жилище.

## Одежда
Биафада носят традиционную европейскую одежду.

## Пища
Пища в основном растительная — каши, похлёбки из кукурузы, риса, корнеплоды. Широко употребляются овощные приправы, специи. Мясо едят редко, а важнейшим продуктом питания на побережье и островах является рыба.

## Семья
Семьи формируются на основе патрилинейных родственных структур, возглавляемых старейшиной. Брак патрилокальный брак. Несколько патрилинейных родственных структур, ведущих происхождение от общего мужского предка, составляют экзогамный клан и носят общее клановое имя. Небольшие деревни — табанки — возглавляются вождями. В прошлом существовало домашнее рабство.

## Культура
Во всех народах группы тенда почитаются духи земли, огня и воды. У биафада сохраняются культы предков и природы, широко распространены магия, колдовство, амулеты и т. п.